# Ein Gauner Gottes
Ein Gauner Gottes ist ein deutscher Fernsehfilm von Helmut Metzger aus dem Jahr 2004, der im Auftrag für Das Erste produziert wurde.

## Handlung
Der gelernte Zimmermann Johannes Keinath kehrt nach 20 Jahren in seine Heimat am Bodensee zurück. Er war einst nach einem Streit mit seinem Bruder Justus fortgegangen, bei dem Johannes ihn niedergeschlagen hatte. Doch Justus hat ihm noch immer nicht verziehen. Als Johannes nach einem Kneipenbesuch von zwei Ganoven überfallen wird, verletzt er einen der Gauner so schwer, dass er glaubt, ihn getötet zu haben. Aus Angst ergreift er die Flucht. An einem Bahnhof gerät er zufällig in eine Versteigerung von Gepäckstücken. Mit einem ersteigerten Koffer flieht er vor der herannahenden Polizei auf das Bahnhofsklo. Als ein ungeduldiger Passagier an der Tür rüttelt und ruft: „Verdammt noch mal, wer scheisst denn hier so lange?“ (Zitat aus Carl Zuckmayers Theaterstück Der Hauptmann von Köpenick) erhält er zur Antwort: „Der Hauptmann von Köpenick“. Darauf öffnet sich die Tür und Johannes erscheint im Habit eines Mönchs.
Als „Bruder Johannes“ taucht er in einem Nachbardorf unter und gewinnt bald das Vertrauen des evangelischen Pfarrers Arne Clausen. Dieser kämpft um den Erhalt seines baufälligen Gotteshauses, das nach Willen des schlitzohrigen Glaserei-Besitzers Ulrich Neigenfindt durch einen modernen Glasbau an der Autobahn ersetzt werden soll. Auch die kostbaren Kirchenfenster hat sich Neigenfindt schon unter den Nagel gerissen. Dass die attraktive Schreinerwitwe Sylvia, auf die er schon lange ein Auge geworfen hat, sich bestens mit Bruder Johannes versteht, passt dem Glaser gar nicht. Johannes jedoch befindet die Bausubstanz der Kirche für gut und sein Argument „Man soll die Kirche im Dorf lassen“ findet in der Gemeinde Gehör.
Als Neigenfindt herausfindet, dass der vermeintliche Mönch polizeilich gesucht wird, glaubt er, seinen Nebenbuhler ausschalten zu können. In einem Gottesdienst zur Entscheidung über die Zukunft der Kirche tritt Johannes wieder als Zimmermann auf, sein Bruder versöhnt sich mit ihm und erklärt, dass Johannes niemanden getötet hat und die Gemeinde entscheidet sich für den Erhalt der Kirche.

## Hintergrund
Ein Gauner Gottes wurde am Bodensee und Umgebung im Jahre 2003 unter dem Arbeitstitel Himmelsstürmer gedreht. Für den Film zeichnete die Novafilm Fernsehproduktion GmbH - Odeon TV verantwortlich.
Der Titel des Films ist eine Reminiszenz an den Film Der Gauner und der liebe Gott von 1960 mit Gert Fröbe und Karlheinz Böhm.

## Kritik
Für die Kritiker der Fernsehzeitschrift TV Spielfilm war Ein Gauner Gottes „leider nah am Stuss“. Sie gaben dem Film eine mittlere Wertung, indem sie mit dem Daumen zur Seite zeigten.